# Mokré čištění koberců

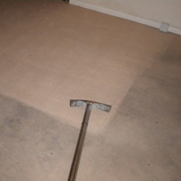
Mokré čištění koberců

Pod pojmem mokré čištění koberců rozumíme extrakční metodu čištění koberců. Jedná se o čištění mokrou formou, kdy čisticí roztok je pod tlakem vpraven hluboko do vlákna čištěného materiálu, nečistota je rozpuštěna a následně vysávána do sběrné nádoby.
 

## Princip
Čisticí roztok je tvořen přiměřeným množstvím čisticího prostředku, přímo určeného pro tuto metodu, rozmíchaného ve vodě o teplotě 40–50 °C. Čisticí prostředek je vždy volen dle konkrétního druhu čištěného materiálu. Čisticí prostředky jsou biologicky odbouratelné, nemají nepříznivé účinky na zdraví člověka a nemají bělící účinky a nezpůsobují tedy zesvětlení čištěného materiálu.
Vstřikování roztoku se provádí nejčastěji pomocí speciální hliníkové hubice s tryskami, pro textilní čalounění, případně pro méně přístupná místa textilních podlahovin je použita ruční hubice s jednou tryskou. Speciálně tvarovaná hubice umožňuje nejlepší vysávání i při různém sklonu hlavice. Při tomto způsobu nenastává riziko mechanického porušení a vytahání vlasu čištěného materiálu.
Pro textilní podlahoviny s vysokou mírou znečištění se používá speciální nástavec s válcovým rotačním kartáčem, kdy je dosaženo vyšší efektivity odstranění nečistot z koberce. V tomto případě je opět do koberce pod tlakem vstřikován čisticí roztok, který rozpouští nečistoty, ty jsou následně „vytáhnuty“ hluboko z vlákna koberce rotačním kartáčem a ihned vysávány do sběrné nádoby. Při tomto způsobu není nezbytné používat k čištění takové množství vody, jako je tomu v případě hubice bez rotačního kartáče, a proto je tedy doba schnutí velmi krátká, pohybuje se mezi 1 až 2 hodinami. Proplachování čistou vodou je důležité z důvodu očištění vláken koberce od zbytků chemického čisticího roztoku, který by na sebe v případě nedostatečného odstranění mohl vázat další nečistoty.

## Vhodnost z hlediska materiálu
Mokré (extrakční) čištění koberců je vhodné pro většinu typu materiálů, ze kterých jsou tvořeny textilní podlahoviny a textilní čalounění. Základním předpokladem je, že materiál musí být barevně stálý a vodovzdorný. Dalším omezením je případ, kdy je koberec lepený vodorozpustnými lepidly.
Jako vhodné materiály lze uvést veškeré syntetické koberce a čalounění ze syntetických látek. Podmíněné lze použít u vlněných koberců, kde je ovšem nutné vyvarovat se nadměrného promáčení materiálu a je nutno použít speciální čisticí prostředek určený přímo pro tento materiál.
Mezi nevhodné materiály pro extrakční způsob čištění patří koberce z přírodních vláken (kokos, juta, sisal, mořská tráva – u těchto materiálů lze použít šamponování pomocí suché pěny s následným odsátím nečistot vysavačem), hedvábné, bavlněné nebo perské koberce a také veškeré materiály z kůže, koženky, nubuku, semiše, alcantary, s teflonovou úpravou.

## Účinky
Díky extrakčnímu čištění dojde k hygienickému a důkladnému odstranění nečistot. Odstraní se tak prach, alergeny, zaschlé skvrny, mastnota, pachy (cigaretové i zvířecí) nejen z povrchu, ale i z hloubky koberce. Dochází k oživení barev i k regeneraci vlákna koberce.
Často se lidé mylně domnívají, že koberce jsou živnou půdou pro roztoče. Tento omyl byl vyvrácen německým zkušebním ústavem Aachen Forschungsinstitut e.V., který se na tuto problematiku specializuje. Roztoči v kobercích nežijí, nemají v nich totiž vhodné podmínky pro svůj život, v koberci mohou být pouze jejich vysušené exkrementy navázány na domácí prach, které se tam dostanou z postele nebo pohovky. Neschopnost roztočů žít v kobercích potvrzuje zjištěná skutečnost, že v kancelářských prostorech, vybavených koberci se roztoči nevyskytují. Naopak vhodným místem pro pobyt roztočů jsou matrace, polštáře, přikrývky, v menší míře sedací soupravy.
Alergeny jsou výkaly roztoče, výtrusy plísní apod. Tyto alergeny pochází v bytech z 90 % případů z postelí, kdy se jedná o výměšky roztočů, žijících zejména v matracích postelí, tyto výměšky po uschnutí vytváří malé částice, které víří vzduchem a do cca 15 minut spadají na podlahu a spojují se s bytovým prachem. Z tohoto hlediska má velký význam extrakční čištění matrací a sedacích souprav i z důvodu odstranění roztočů a jejich alergenů.

## Výhody
U extrakční metody docílíme mnohem vyšší účinnosti a efektivity čištění, než je tomu u klasického způsobu suchého vysávání. Je to způsobeno použitím speciálního čisticího prostředku, který je vpraven nejen na povrch, ale pod tlakem i do hloubky čištěného materiálu, kde jsou nečistoty rozpuštěny a následně vysokovýkonnou turbínou ihned odsáty. Nedochází tak k efektu, který nastává u ručního tepování koberců a čalounění, kdy jsou sice nečistoty rozrušeny čisticím prostředkem, ale nejsou následně důkladně odsáty, takže zůstávají nadále v čištěném materiálu a po zaschnutí jsou spojeny s vláknem koberce či čalounění. Navíc u ručního tepování zůstává v materiálu velké množství vlhkosti, která může způsobit následný výskyt plísní, naopak u extrakčního čištění tento problém díky důslednému odsátí čisticího roztoku nenastává.

## Frekvence čištění
Četnost použití této metody je závislá na míře zatížení prostoru, na míře znečištění a na intervalu běžného denního čištění. U zátěžových koberců a koberců vystavených intenzivnějšímu zatížení je tedy četnost vyšší než např. u bytových koberců:
- u bytových koberců min. 1× ročně
- u zátěžových koberců a koberců v kancelářích min. 2-3× ročně
- u prostor s dětmi, alergiky, astmatiky nebo domácími zvířaty min. 3× ročně

## Doba čištění
Doba čištění je závislá na:
- stupni znečištění kobercových ploch
- typu konstrukce nášlapné vrstvy koberce
- délce vlasu koberce
- členitosti čištěné plochy

Obecně lze říci, že za jednu hodinu lze vyčistit plochu cca 30–40 m2 u syntetických a zátěžových koberců s nízkým vlasem (do 10 mm) a cca 15–30 m2 u vpichovaných koberců, koberců vlněných a koberců s vysokým vlasem (nad 10 mm). Po čištění extrakční metodou nezůstávají koberce a čalounění mokré, ale pouze vlhké, jelikož díky výkonnému extraktoru dochází k důkladnému odsátí čisticího roztoku z čištěné plochy. I přesto je nutné čištěnou plochu nechat vyschnout. Doba vysychání je závislá opět na typu konstrukce nášlapné vrstvy koberce, na délce vlasu koberce, hustotě vlasu koberce, na teplotě, vlhkosti a míře větratelnosti. Přibližná doba schnutí se pohybuje mezi 5–10 hodinami u extrakčního čištění klasickou hubicí s tryskami, v případě použití speciálního nástavce se doba zkracuje a činí 2–4 hodiny.